# Ruta de la Lana

Ruta de la Lana

Die Ruta de la Lana, auch Camino de la Lana, ist ein mittelalterlicher Verkehrs-, Handels- und Pilgerweg im Nordosten der Iberischen Halbinsel, der die Mittelmeer-Küstenregion bei Alicante mit dem gut 600 km entfernten nördlichen Landesinnern bei der ca. 860 m hoch gelegenen Stadt Burgos verband. Er führt durch Teile Neu- (Kastilien-La Mancha) und Altkastiliens (Kastilien-León), z. T. durch Gegenden und Orte, die heute zur bevölkerungsarmen Serranía Celtibérica gehören; er gilt somit als der einsamste aller Jakobswege.

## Geschichte
Im Mittelalter nutzten Santiago-Pilger und Wollhändler (lana = „Wolle“) mit ihren Wagen und Karren den Weg und seine Abzweigungen, um Wolle und andere haltbar gemachte Handelsgüter (Käse, Würste) von den Bergdörfern im Hinterland zu den Märkten der Städte zu bringen. Die heutige Streckenführung folgt der Beschreibung eines Santiago-Pilgers aus dem Jahr 1624; sie wurde im Jahr 1993 eingerichtet und ist mit gelben Pfeilen markiert.

## Streckenverlauf
Der Streckenverlauf gilt bei normalen Wetterbedingungen als nicht sehr schwierig, führt jedoch durch baum- und schattenlose offene Landschaften sowie durch ca. 1000 m hoch gelegene Orte (z. B. Caracena), wo Nebel, Regen und eher mäßige Unterkünfte und Verpflegungsmöglichkeiten die Anstrengungen der Wanderung noch vergrößern können. Eine von Valencia kommende Nebenstrecke (Camino de Requena) stößt in Monteagudo de las Salinas auf die Hauptstrecke.

## Orte
| Provinz Alicante - Alicante - Monforte del Cid - Novelda - Elda - Petrel - Sax - Villena | Provinz Albacete - Caudete - Almansa - Alpera - Alatoz - Alcalá del Júcar - Casas-Ibáñez - Villamalea | Provinz Cuenca - El Herrumblar - Villarta - Graja de Iniesta - Campillo de Altobuey - Paracuellos - Monteagudo de las Salinas - Fuentes - Cuenca - Chillarón de Cuenca - Torralba - Albalate de las Nogueras - Villaconejos de Trabaque - Albendea - Valdeolivas | Provinz Guadalajara - Salmerón - Trillo - Cifuentes - Las Inviernas - Mirabueno - Mandayona - Baides - Viana de Jadraque - Huérmeces del Cerro - Santiuste - Riofrío del Llano - Atienza - Miedes de Atienza | Provinz Soria - Retortillo de Soria - Caracena - Carrascosa de Abajo - Fresno de Caracena - San Esteban de Gormaz - Alcubilla de Avellaneda | Provinz Burgos - Huerta de Rey - Mamolar - Santo Domingo de Silos - Santibáñez del Val - Retuerta - Covarrubias - Mecerreyes - Hontoria de la Cantera - Revillarruz - Modúbar de la Emparedada - Burgos |

## Sehenswürdigkeiten

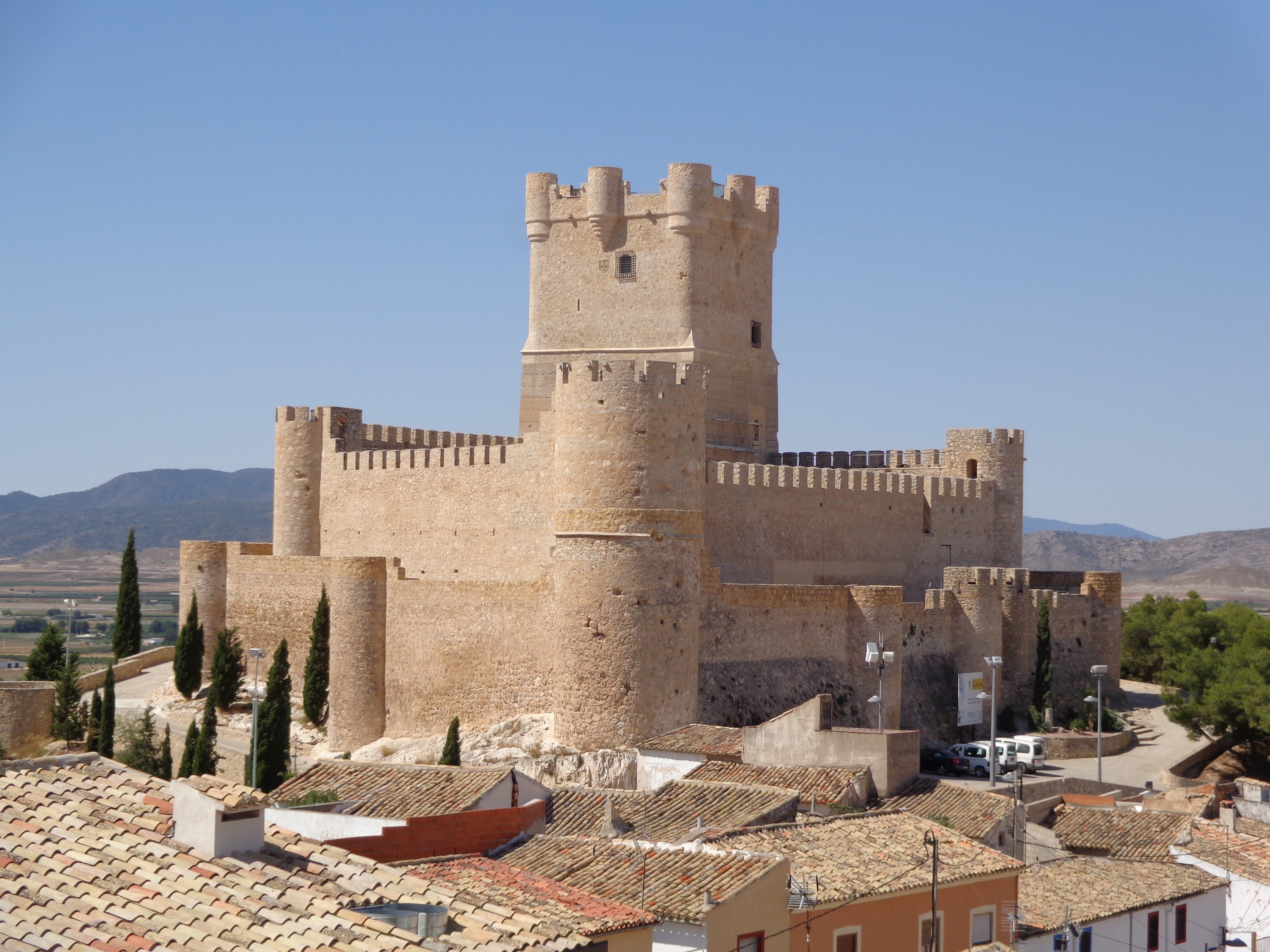
Castillo de Villena
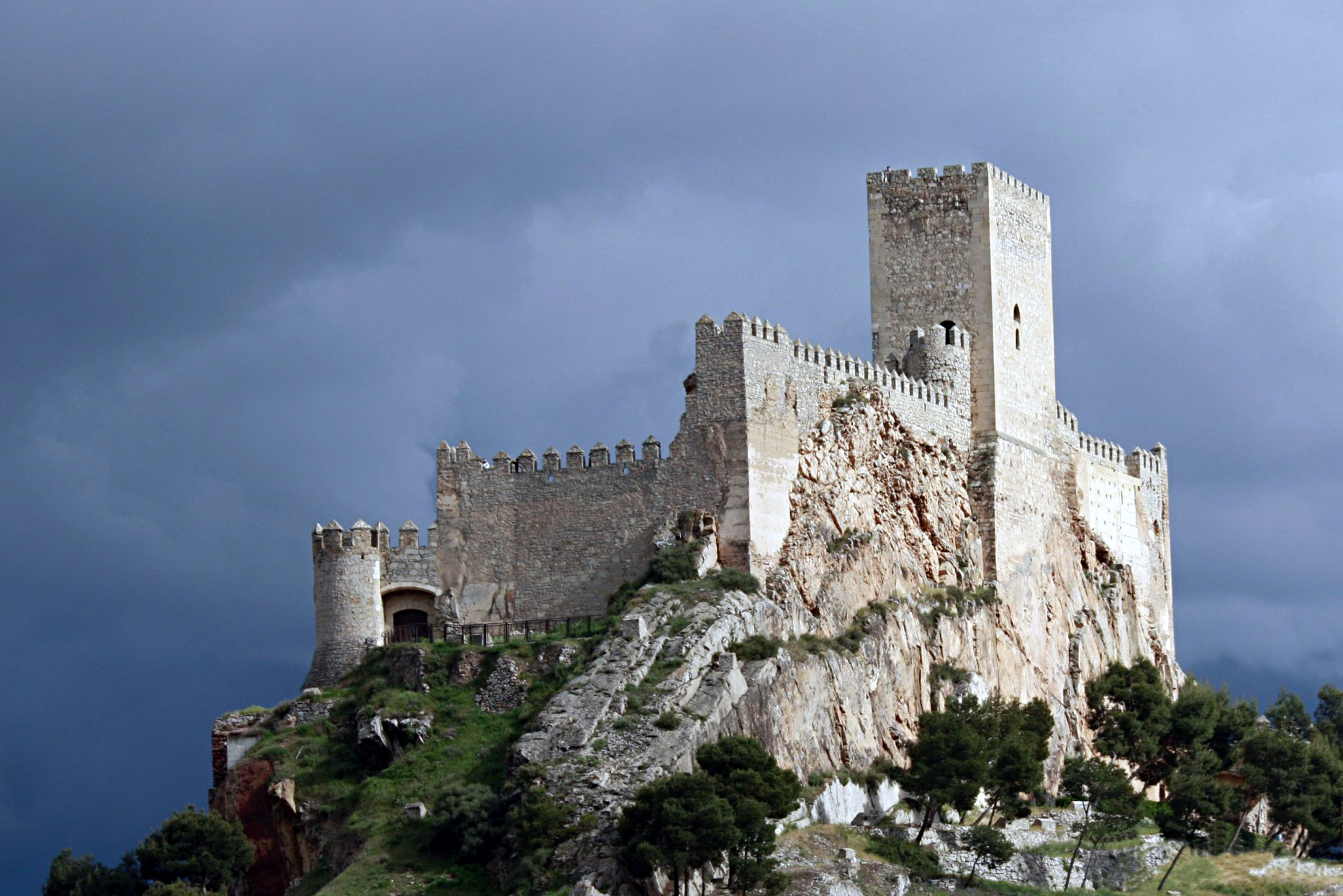
Castillo de Almansa
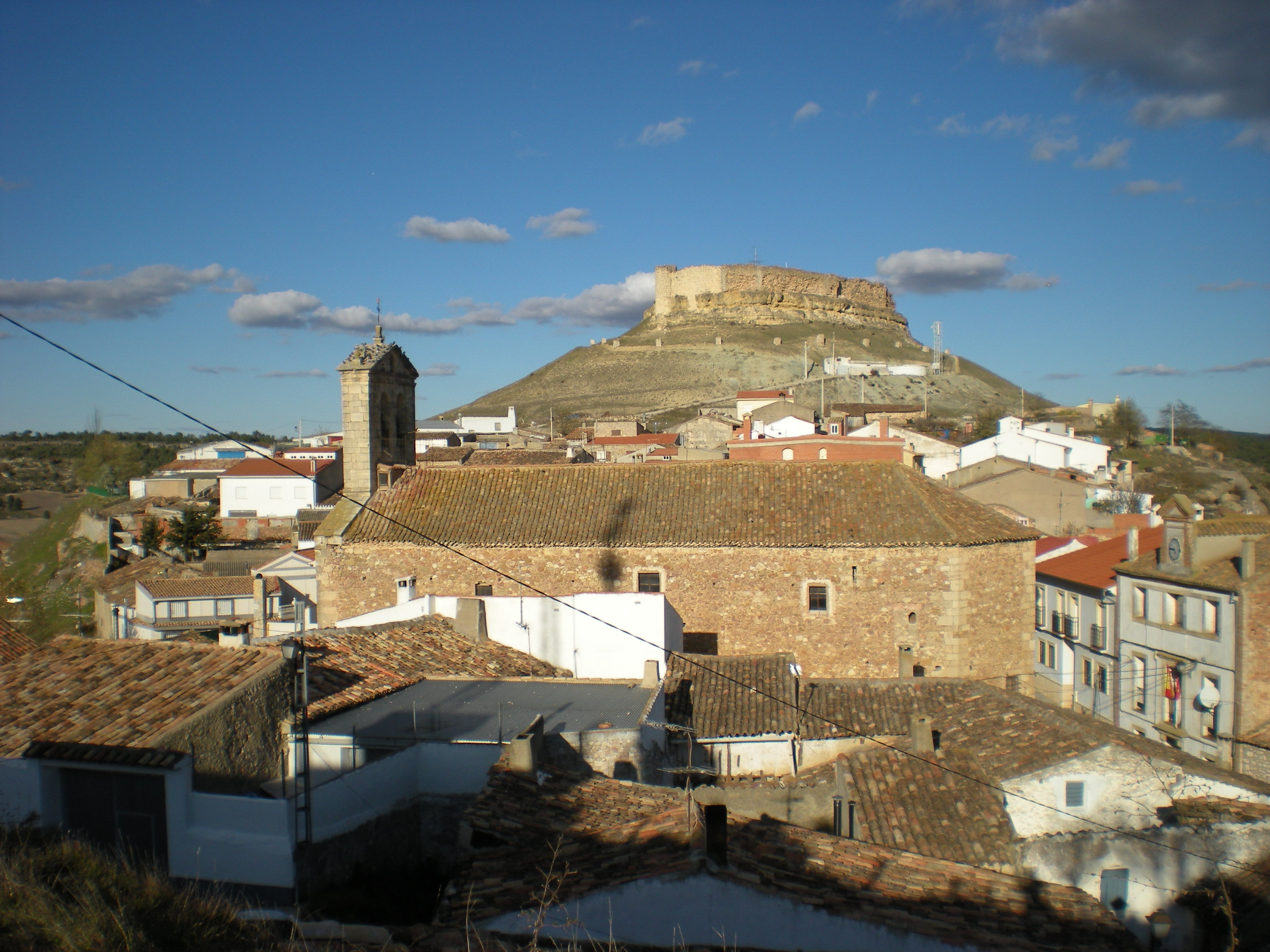
Monteagudo de las Salinas
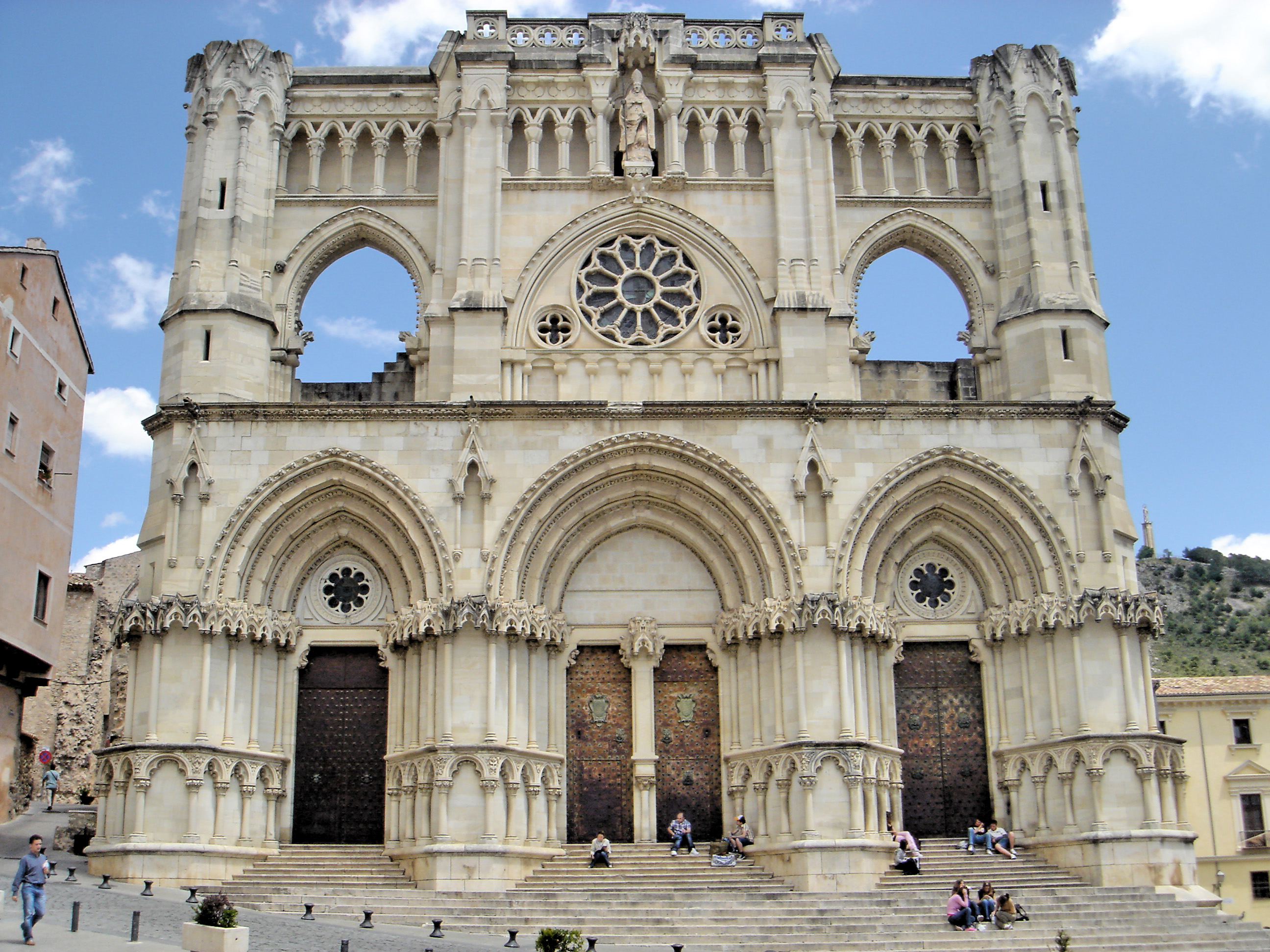
Kathedrale von Cuenca
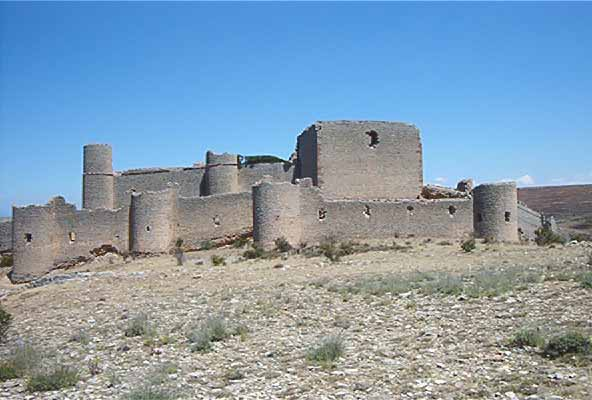
Castillo de Caracena
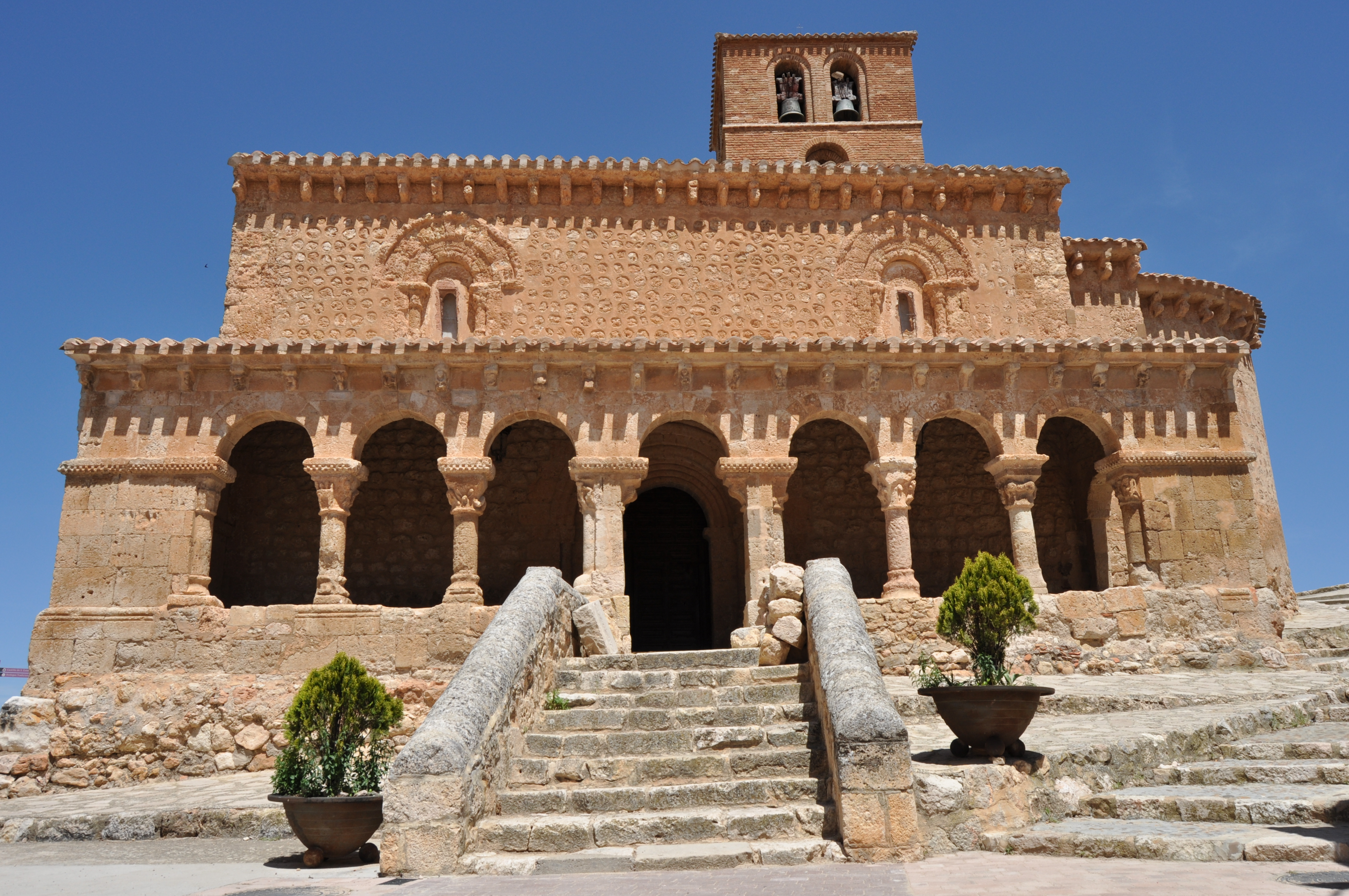
Kirche San Miguel in San Esteban de Gormaz